# Manuel Mayol Rubio
Manuel Mayol Rubio, né à Jerez de la Frontera, le 9 avril 1865 et mort à Cadix, le 29 mars 1929) est un dessinateur et peintre espagnol, connu sous le nom d'Héraclito ou par son nom de famille Mayol.

## Biographie
Né dans la ville andalouse de Jerez de la Frontera le 9 avril 1865, il s'installe en 1888 à Buenos Aires, où il collabore à l'hebdomadaire satirique Don Quijote de 1884 sous le pseudonyme d'Héraclito. En Argentine, il est le cofondateur et le principal dessinateur de la revue satirique Caras y Caretas et de Fray Mocho, après avoir également fondé en 1916 le magazine Plus Ultra.
Il rentre en Espagne à Cadix en pleine maturité et réalise des portraits féminins et des paysages colorés. Il meurt dans cette ville le 29 mars 1929.

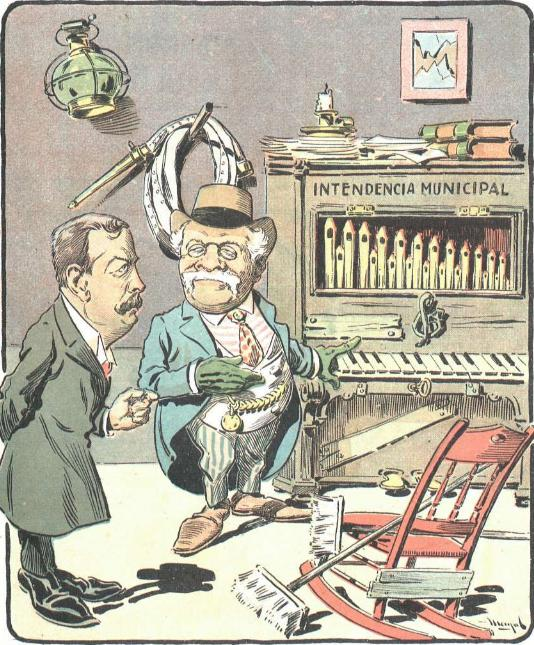
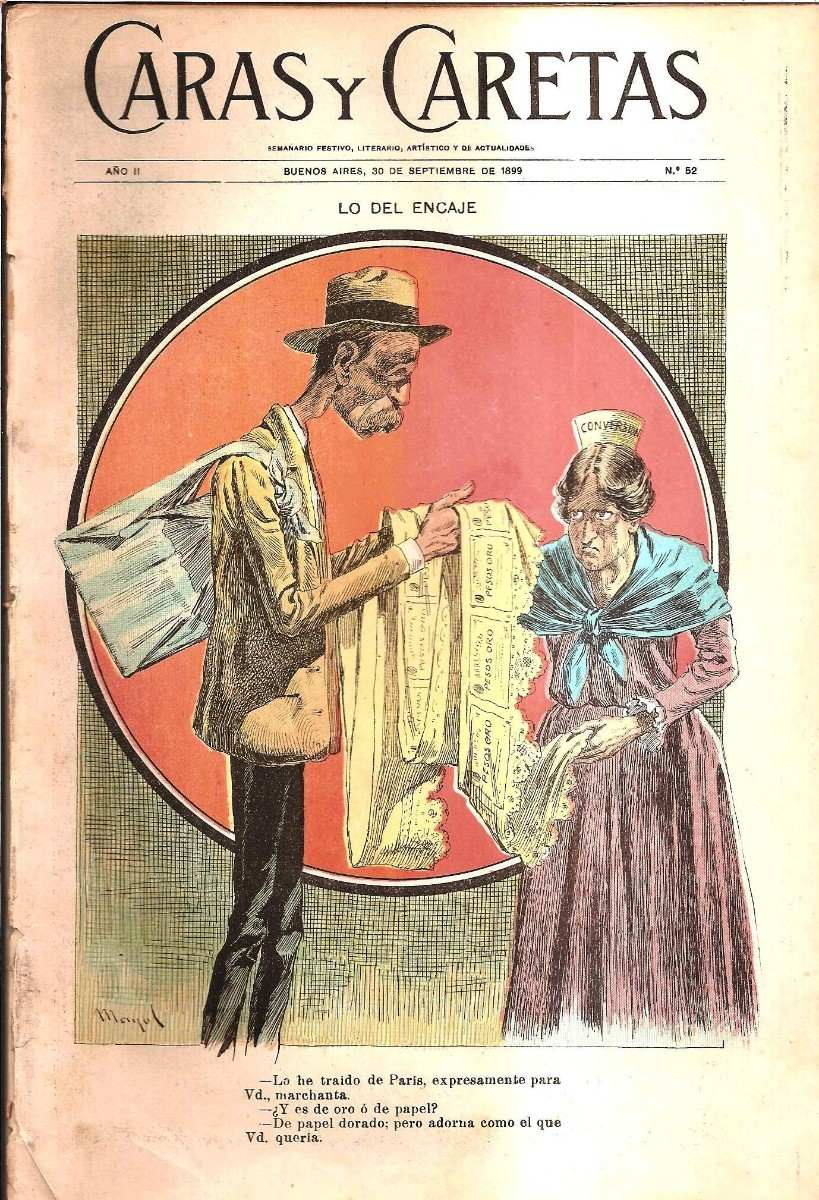
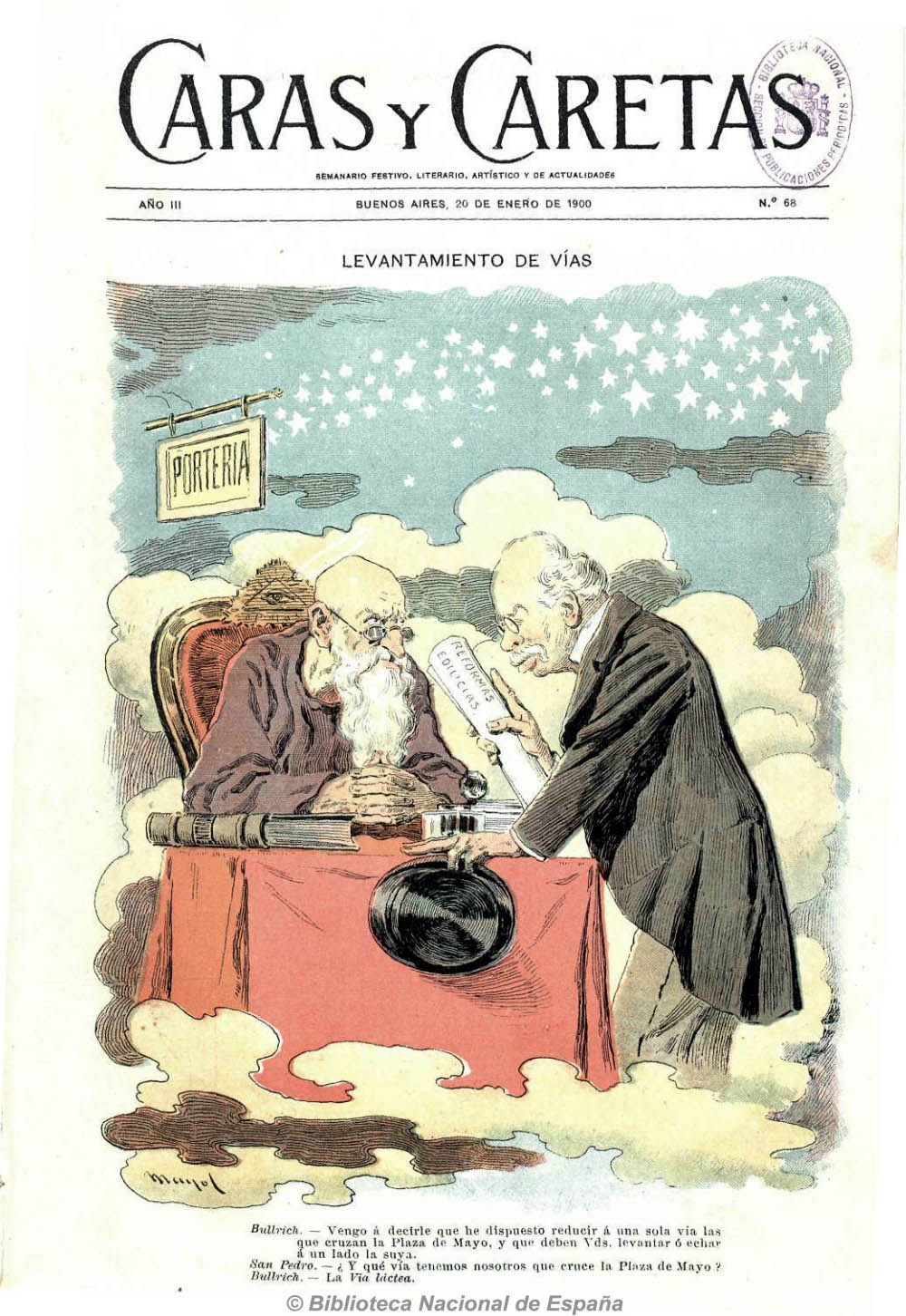
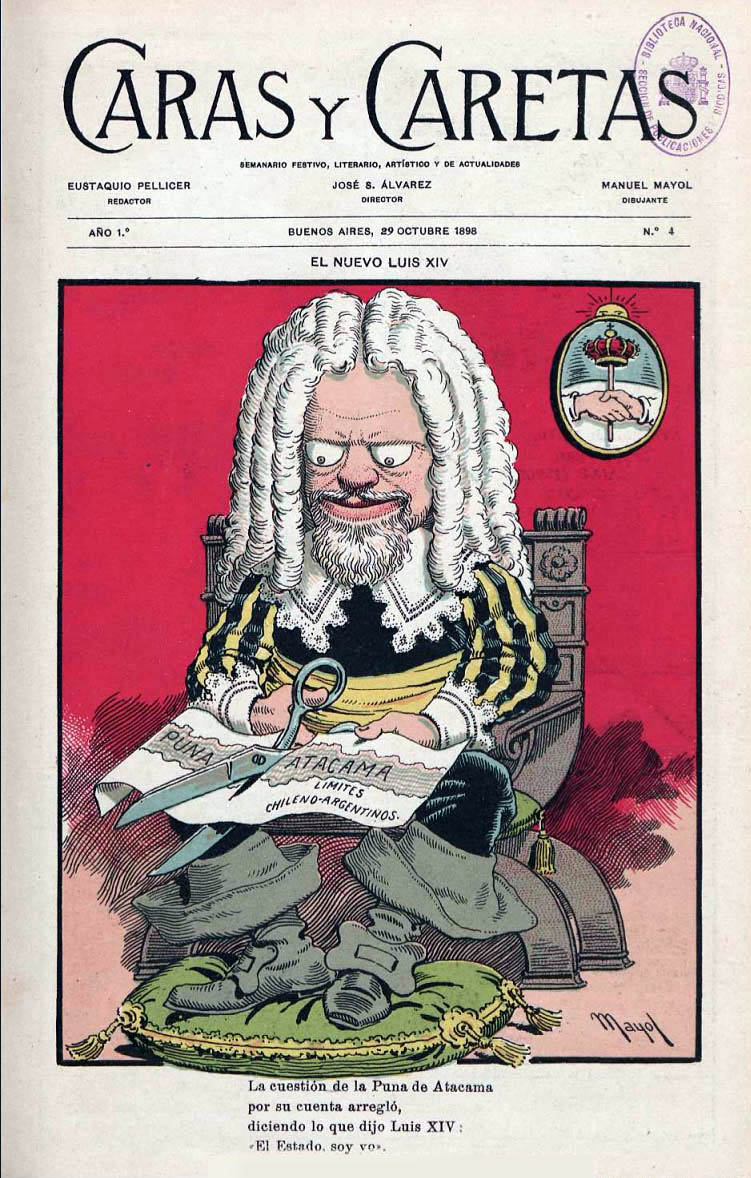